# Karlov-Nepomuk
Karlov-Nepomuk (dříve také Karlov-Neponek) je vesnice, část obce Dražíč v okrese České Budějovice v Jihočeském kraji. Nachází se asi 2,5 kilometru severně od Dražíče. Je zde evidováno 51 adres. V roce 2011 zde trvale žilo 36 obyvatel.
Karlov-Nepomuk leží v katastrálním území Dražíč o výměře 11,35 km².

## Historie
První písemná zmínka o vesnici pochází z roku 1790.

## Obyvatelstvo
| Rok            | 1869 | 1880 | 1890 | 1900 | 1910 | 1921 | 1930 | 1950 | 1961 | 1970 | 1980 | 1991 | 2001 | 2011 | 2021 |
| -------------- | ---- | ---- | ---- | ---- | ---- | ---- | ---- | ---- | ---- | ---- | ---- | ---- | ---- | ---- | ---- |
| Počet obyvatel | 273  | 255  | 236  | 247  | 268  | 254  | 226  | 186  | 178  | 144  | 103  | 67   | 57   | 36   | 54   |
| Počet domů     | 38   | 38   | 40   | 40   | 44   | 44   | 48   | 51   | 44   | 47   | 37   | 38   | 51   | 51   | 53   |

## Pamětihodnosti
- U domu čp. 18 se nachází dřevěná zvonice.[9]
- Výklenková kaple, která se nachází ve vesnici, je zasvěcená Panně Marii.[9]
- Vpravo před vesnicí jsou u silnice umístěné dva zdobné kovové kříže na kamenných podstavcích.[10] Jeden z křížů má na obdélné destičce nápis: „Pochválen buď Pán Ježíš Kristus. Na památku Františky Koblížky zemřelého ve vojenské nemocnici v Záhřebu dne 16. září 1914 – stár 32 roků. K opuštěnému a vzdálenému od milých svých k prostému Tvému hrobu zasílati budou denně modlitby Tvých milých dítek. Buď Tobě tatíčku po všech těch strastech ta cizí země Tvým domovem. M. K. 1914.“ Vročení tohoto kříže je 1914.[10]
- Po levé straně příjezdové silnice z Dražíče do vesnice se nalézá další zdobný kovový kříž na kamenném podstavci.

## Galerie

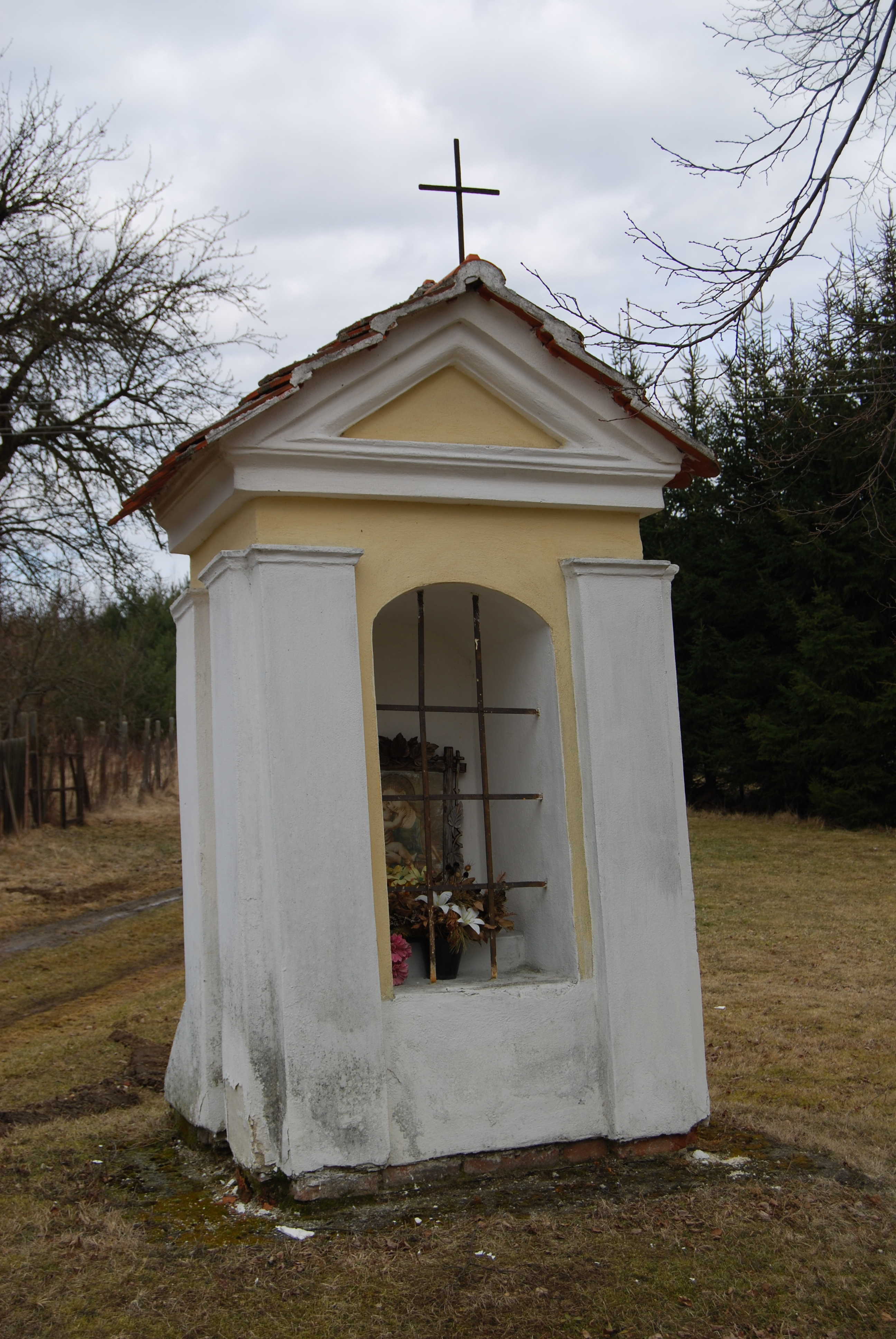
Výklenková kaple Panny Marie
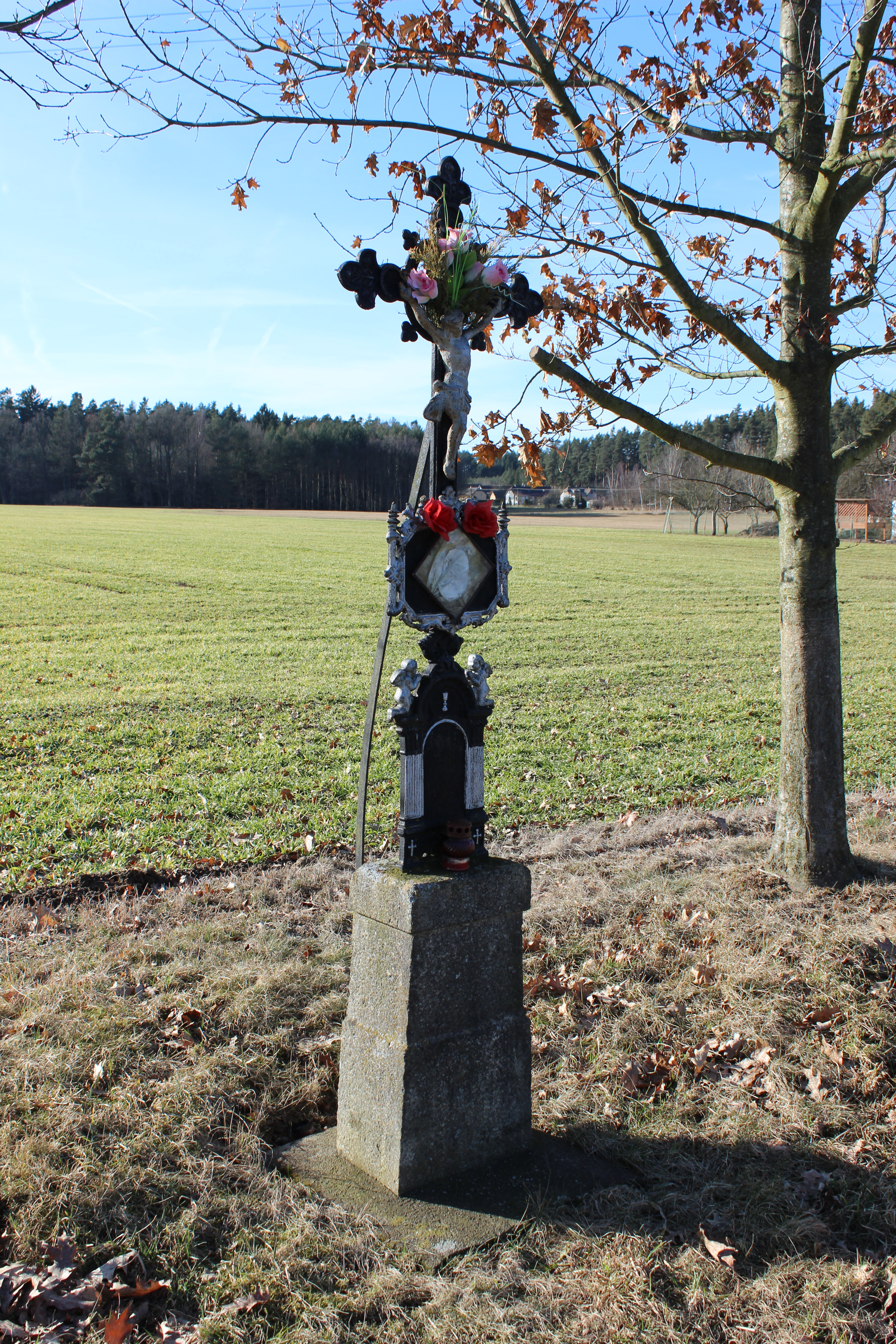
Kříž před vesnicí
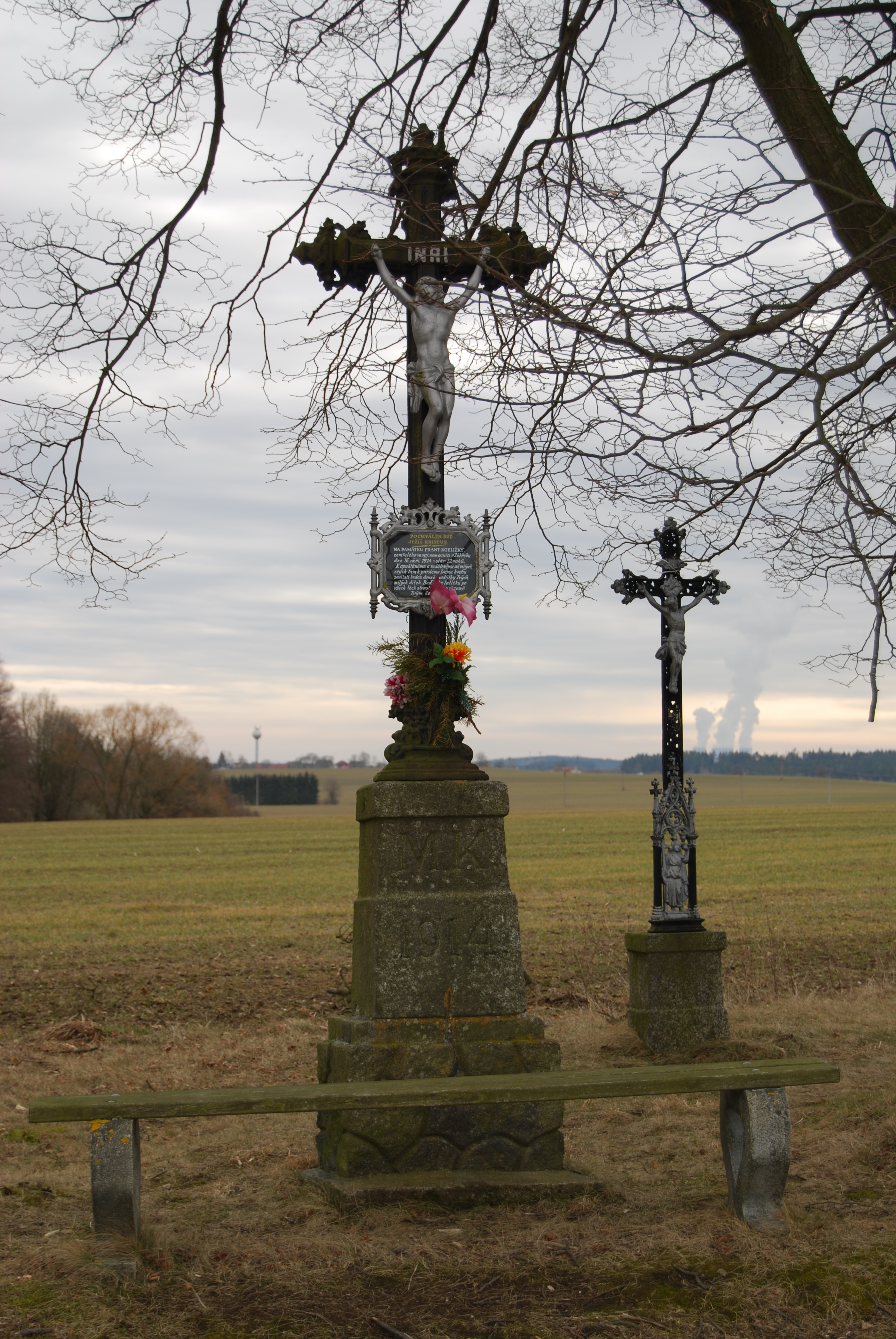
Kříže před vesnicí
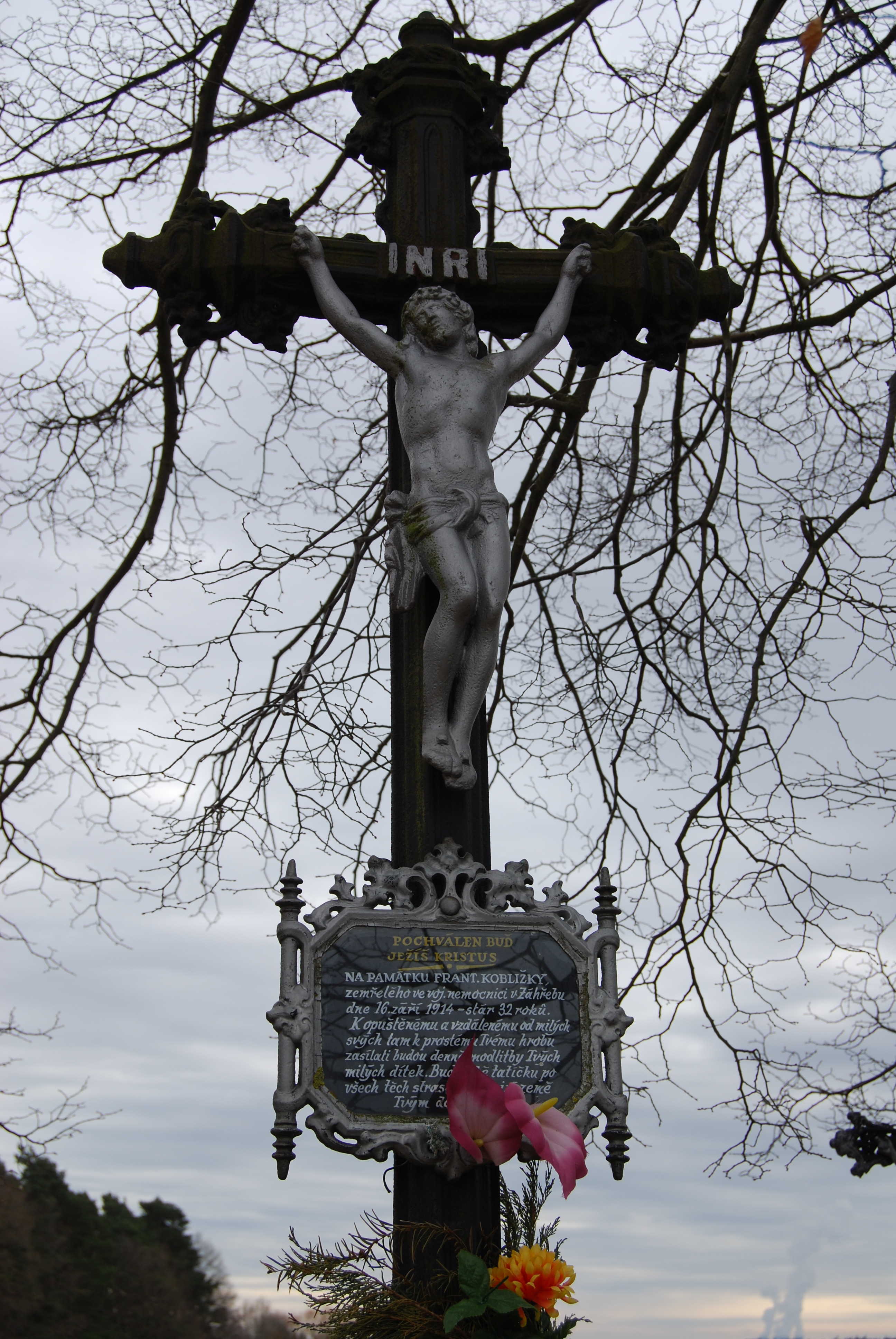
Detail štítku kříže